# Кох, Лотар
Лотар Кох (нем. Lothar Koch; 1 июля 1935, Фельберт — 16 марта 2003, Зальцбург) — немецкий гобоист.
Учился в Высшей школе Фолькванг, затем играл в оркестре во Фрайбурге. Однако основная часть карьеры Коха была связана с Берлином, где он в 1957 году занял место гобоиста в Берлинском филармоническом оркестре под руководством Герберта фон Караяна. В 1959 году разделил с Жаком Вандевилем первое место на международном конкурсе гобоистов в рамках фестиваля «Пражская весна». По ходу дальнейшей карьеры Кох участвовал в камерных и духовых составах на основе Берлинского филармонического, а также выступал как солист, записав, в частности, концерты Моцарта и Рихарда Штрауса. В 1991 году, выйдя в отставку из оркестра, Кох занял пост профессора в зальцбургском Моцартеуме.